# 生产理论
生产理论主要从生产函数出发
- 包含一种生产要素的生产函数，考察厂商或服务者在短期内的生产规模以及在生产的不同阶段出现的不同特征
- 包含两种生产要素的生产函数，来考察厂商或服务者在长期生产或服务中内实现最优生产要素组合的均衡条件。